# 世界貿易センタービルディング
世界貿易センタービルディング（せかいぼうえきセンタービルディング、英語: World Trade Center Building）は、東京都港区浜松町二丁目にあるオフィス、会議室、展示場、結婚式場、展望台、物販・飲食店街、バスターミナルを備えたビル。
本館と別館は建て替えのため、2021年（令和3年）6月30日で閉館した。新しいビルは同じ場所に建設され、2027年（令和9年）3月の完成を目指す。

## 初代本館・別館
貿易に関係ある諸機関を集めたいわゆる「貿易センター」建設への世界的動きに応じ、1964年（昭和39年）、東京商工会議所の呼びかけによって日本の経済界を代表する約140社の企業が参加し、資本金25億円で東京ターミナル（現：世界貿易センタービルディング）を設立。1965年（昭和40年）には50億円に倍額増資して、建設するビルの名称を「世界貿易センタービルディング」に決定した。
翌年7月都市計画法に基づく「特定街区」の指定を受け建設工事を着工、1970年（昭和45年）3月、霞が関ビル（36階、147m）に次ぐ日本における2番目の超高層ビルとして竣工した。西新宿に京王プラザホテル（47階、169m）が建つまでの約1年間、高さが日本一だった。
東京港に面し京浜工業地帯に近い計画時におけるこのビルのロケーションは、丸の内・霞が関などのオフィス街に比べると遥かに洗練度を欠いていた。この環境に対し、日建設計・武藤研究室（武藤構造力学研究所）は、貸しビルとしての経営採算に見合う建設費に対し、もっとも質が高く、調和のとれた執務環境を提供し、日本の貸ビルを代表する建物とすべく、単純でプロポーションの良い、そして黒い四角いタワーというイメージをもって設計をスタートさせ、鹿島建設の施工で超高層ビルは実現に至った。

### 施設
建て替え前の施設は地下3階地上40階建ての本館と、地下3階地上5階建ての別館で構成されていた。本館と別館のある2つのブロックと、モノレール浜松町駅とに囲まれたスペースをコンコースとして、複合機能の要というべき役割をもたせた。また2階をこのビル全体の主要レベルに設定し、タワー部のエレベーターもこのレベルをスターティングフロアとしていた。
本館はオフィスフロアのほか、40階に展望台シーサイドトップ、39階にレストラン街、38階にスカイホール（披露宴会場・貸会議室）、14階にメディカルセンター、1階～2階には銀行・郵便局・航空会社案内所等の店舗、地下1階が飲食店街、地下2階が浜松町駐車場の構成だった。別館の下層部には開発にあたっての設置条件だった東京で最初の中長距離バス発着用として、浜松町バスターミナルが設置され、上層部には展示場を設けた（いずれも開業時）。13階フロアは窓がなく、機械室などになっているのは、同ビルが多くの国際企業の入居を見込んでいたことから、西洋で忌み数となる「13」の数字の階をテナント用とせずに機械室等で賄ったとされている。
展望台シーサイドトップでは、方角ごとに異なる東京の姿が楽しめ、バブル期には地図を手に、空いている土地を探す不動産関係者も見られ、周辺の開発が進み、ビルの明かりが増えると、夜景の名所と言われるようになった。エレベーターが止まった東日本大震災の時は、状況を確認するためビル管理会社の職員が展望台のある40階まで階段で上った。
本館と別館の間にある3階の中庭には、京都の伏見稲荷大社の分霊を祀った「みなと稲荷」があり、2月に初牛祭り、10月にみなと稲荷神社例大祭が行われた。　

### 解体工事
旧本館及び別館は閉館後、2021年8月から解体工事が始まった。2021年10月の地点では内壁や天井、床といったビル内装を解体する段階であったが、2022年3月から吊り下げ足場が設置され翌4月からビル外装の解体が始まった。
解体期間中の2021年12月には旧本館壁面を利用してクリスマスツリーのイルミネーションが行われた。2022年1月には同じく旧本館壁面を利用して「賀正」の文字のライトアップが行われた。これは建設期間中の1970年にも行われたものである。
旧本館の解体工事は同ビルの建設と同じく鹿島建設が施工し、新たに開発された「鹿島スラッシュカット工法」が採用された。これは、上層階の床材を新開発の「斜め切断カッター」によって斜めに切断して大きなブロックに分割し、そのブロックをクレーンで吊り上げ、ビル内部に設けられた12m×9mの巨大な揚重開口に入れて地上に下ろし、地上で小さく解体するものである。これにより粉塵や部材の飛散、騒音や振動、CO2排出量を最小限に抑えられるだけでなく、床の切断時に階下にブロックの落下を防ぐ支保工を存置する必要がなくなり、工期短縮を実現することも可能とした。
2022年7月13日、解体現場が報道陣に公開された。解体作業は1フロアあたり約1週間のサイクルで行われ、2023年3月に終了した。
これにより、赤坂プリンスホテル新館（138.9m）を上回り、解体されたビルとしては日本一の高さとなった。

## 南館・新本館計画
2013年（平成25年）3月、当ビル敷地を含む浜松町駅西側の約3.2ヘクタールの「浜松町二丁目4地区」は都市再生特別地区として都市計画決定の告示を受けた。これを受け、地区全体では当ビルの建て替えを含め複合ビル5棟の建設が計画されている。152メートルの超高層ビルの解体は、我が国では過去最大となる（今までは赤坂プリンスホテルの解体が最大だった）。なお、高さ165.9メートルの浜松町ビルディングも再開発「芝浦プロジェクト」にて複合施設「BLUE FRONT SHIBAURA」が建設されることにより解体される予定であるため、浜松町ビルディングが解体されればそれが過去最大となる（再開発計画の詳細は個別記事を参照）。
開発はA街区とB街区およびC地区にそれぞれ別けて着手され、A街区に世界貿易センタービルディング南館（地下3階地上39階 2021年3月完成）、同ビルディング本館・バスターミナル（2027年3月に竣工予定）、東京モノレール浜松町駅（2027年12月に竣工予定）、B街区に日本生命保険が1000億円を投じ開発した日本生命浜松町クレアタワー（地下3階地上29階、2018年8月完成）、C地区に浜松町二丁目地区市街地再開発組合が推進する複合施設「WORLD TOWER RESIDENCE」（地下2階地上46階、2026年12月全体竣工を予定）が整備される。

## 沿革
- 1964年、建設計画のため資本金25億円で不動産会社東京ターミナル（現：世界貿易センタービルディング）、また運営組織として社団法人世界貿易センターを設立。日本商工会議所・東京商工会議所の当時の会頭は足立正。
- 1966年、資本金を50億円に増資。
- 1967年、都市計画法に基づく「特定街区」の指定を受けて着工。
- 1970年、竣工。東京ターミナルの全額出資で株式会社貿易ビルサービスが設立。マンハッタンでワールド・トレード・センター連合 (World Trade Centers Association、WTCA) が創立され、東京の社団法人世界貿易センターも創立メンバーとして加盟。
- 1971年、第12回BCS賞受賞[4]。
- 1974年、不動産会社「東京ターミナル」が「世界貿易センタービルディング」と名称変更。
- 2008年、第13回BELCA賞（ロングライフ部門）受賞。
- 2012年、世界貿易センタービルディング、東京モノレール、東日本旅客鉄道、国際興業の4社は、世界貿易センタービルを含む地区の再開発計画を発表。東京都に計画を提出。
- 2017年、現在の世界貿易センタービルの南側に、再開発計画の一環として世界貿易センタービルディング南館（業務棟）着工[22]。
- 2021年、
  - 3月 - 世界貿易センタービルディング南館竣工。
  - 6月30日 - 旧ビル閉館。
- 2027年3月、世界貿易センタービルディング本館・バスターミナルが竣工予定。

## 株式会社世界貿易センタービルディング
株式会社世界貿易センタービルディングは、日本の不動産会社。世界貿易センタービルディングや大崎のThinkPark Tower（シンクパークタワー）の開発・賃貸・管理を行っている。グループスローガンは「ひとをつなぐ、まちをつなぐ」。
1970年、全額出資により、ビルメンテナンス事業や建築内装事業を展開する（株）貿易ビルサービスを設立。
1974年、「東京ターミナル」から「世界貿易センタービルディング」に社名変更。

## 一般社団法人 世界貿易センター（東京）
一般社団法人世界貿易センター（東京）は、ワールド・トレード・センター連合 (WTCA) の創立メンバーで、世界貿易センタービルでの会員への会議室提供の業務などのほか、国際的な市場調査や国際展示会参加支援などの業務を行っている。
- 所在地： 東京都港区浜松町二丁目4番1号　世界貿易センタービル37階
- 設立： 1964年2月5日
- 歴代会長（名誉会長）： 松本学、豊島格、堤富男、小島明、（岡村正）、他

## 交通
JR東日本山手線・京浜東北線浜松町駅、東京モノレール羽田空港線モノレール浜松町駅とは2階のコンコースで、都営地下鉄大江戸線・浅草線大門駅には地下1階通路で接続されている。また、隣接する別館には地方都市とを結ぶ高速バス各社、はとバスのターミナル（浜松町バスターミナル）があった。

## ギャラリー

### 旧本館展望台からの風景

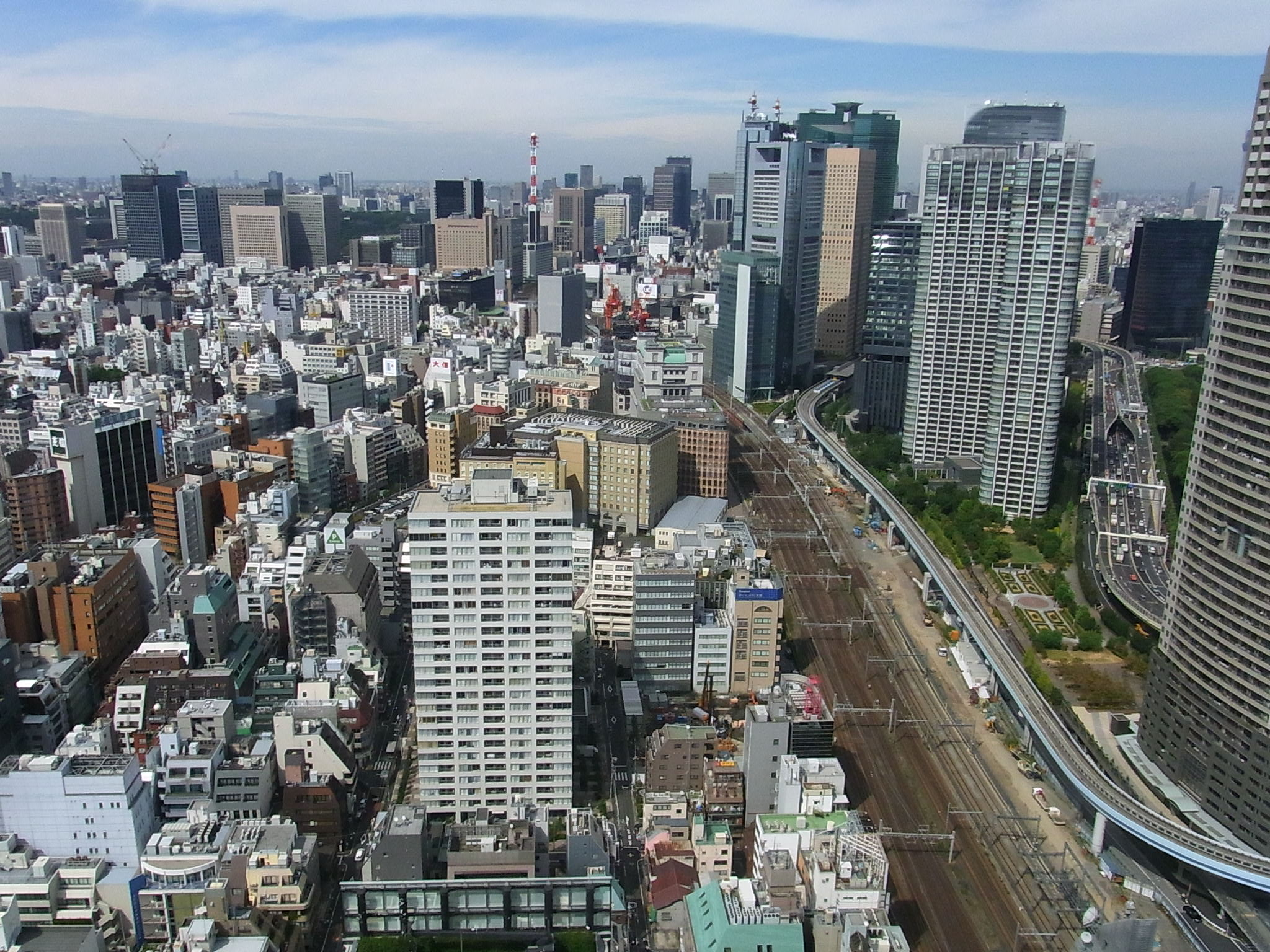
北側の汐留、新橋、築地方面（2010年9月7日）
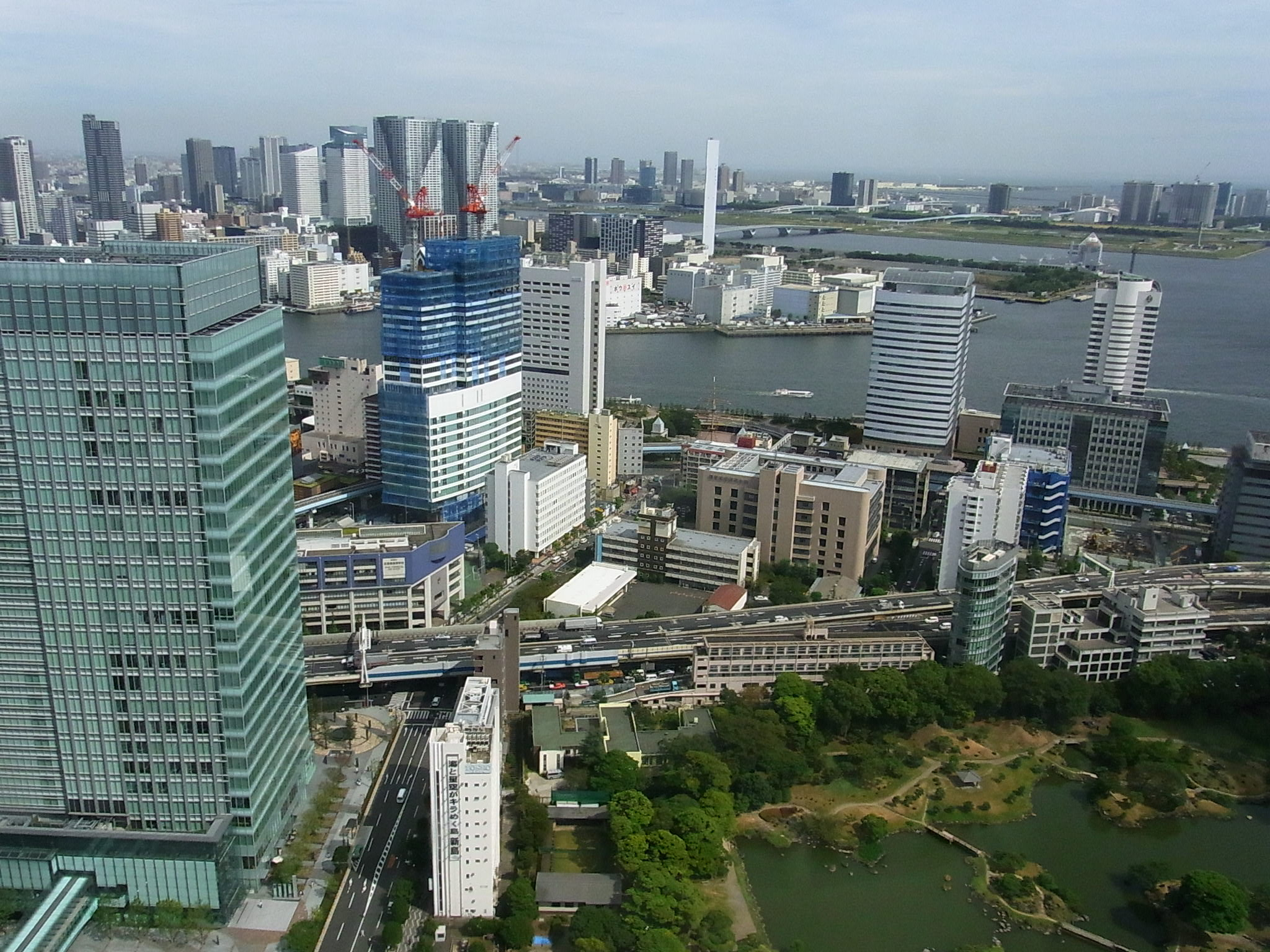
東側の竹芝、豊海町、月島方面（2010年9月7日）
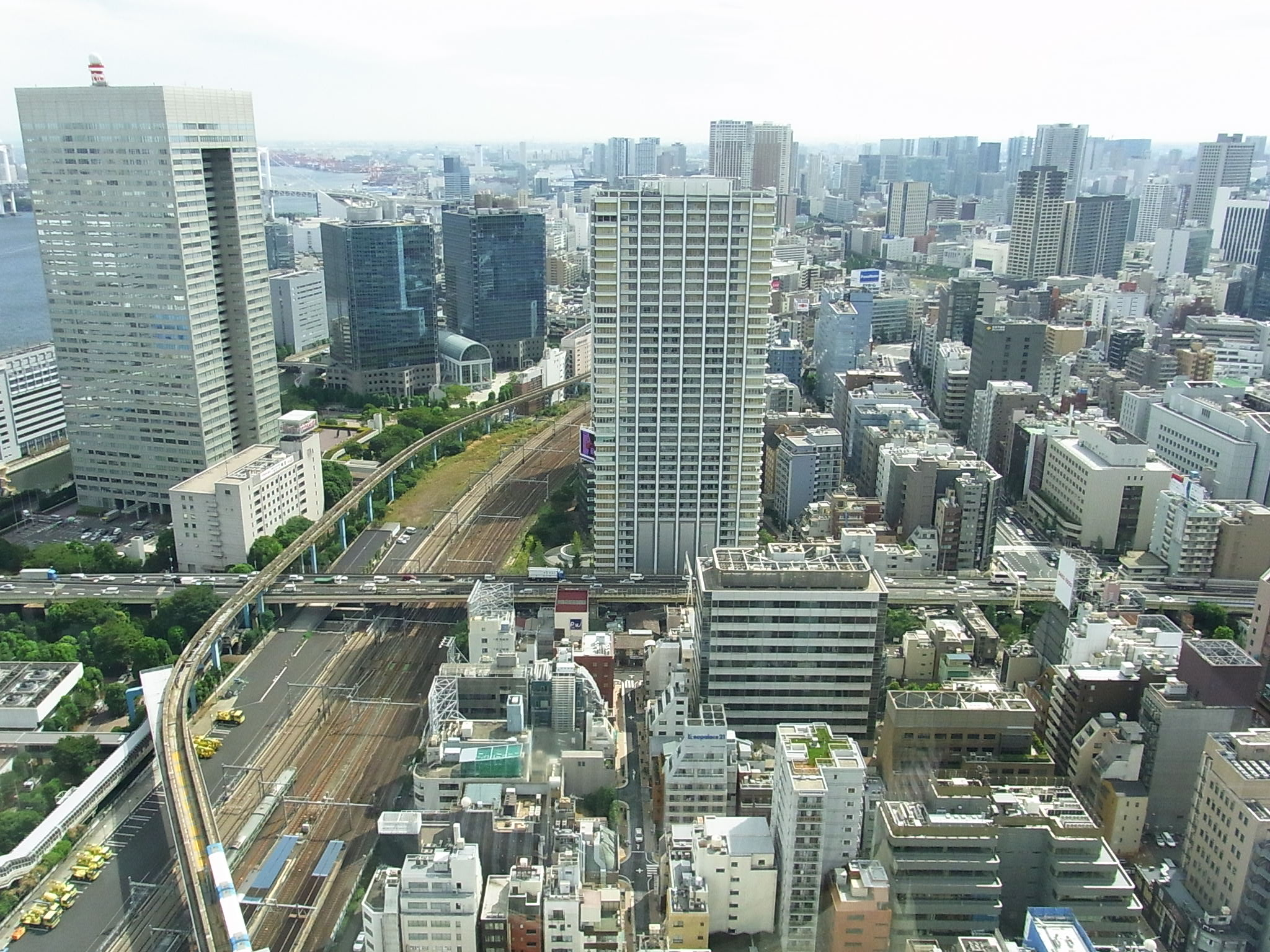
南側の浜松町、三田、日の出方面（2010年9月7日）
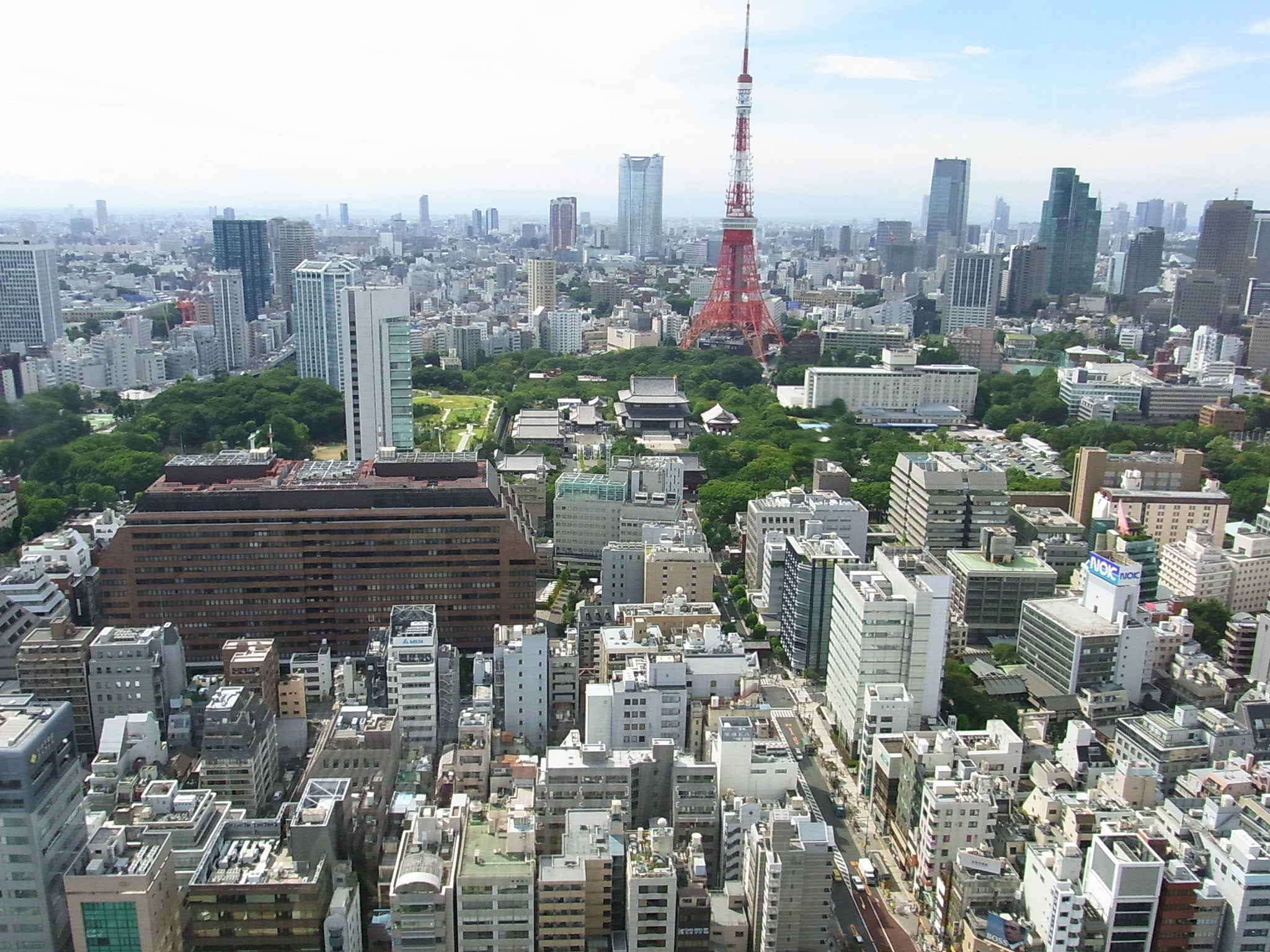
西側の増上寺、東京タワー方面（2010年9月7日）[注 1]
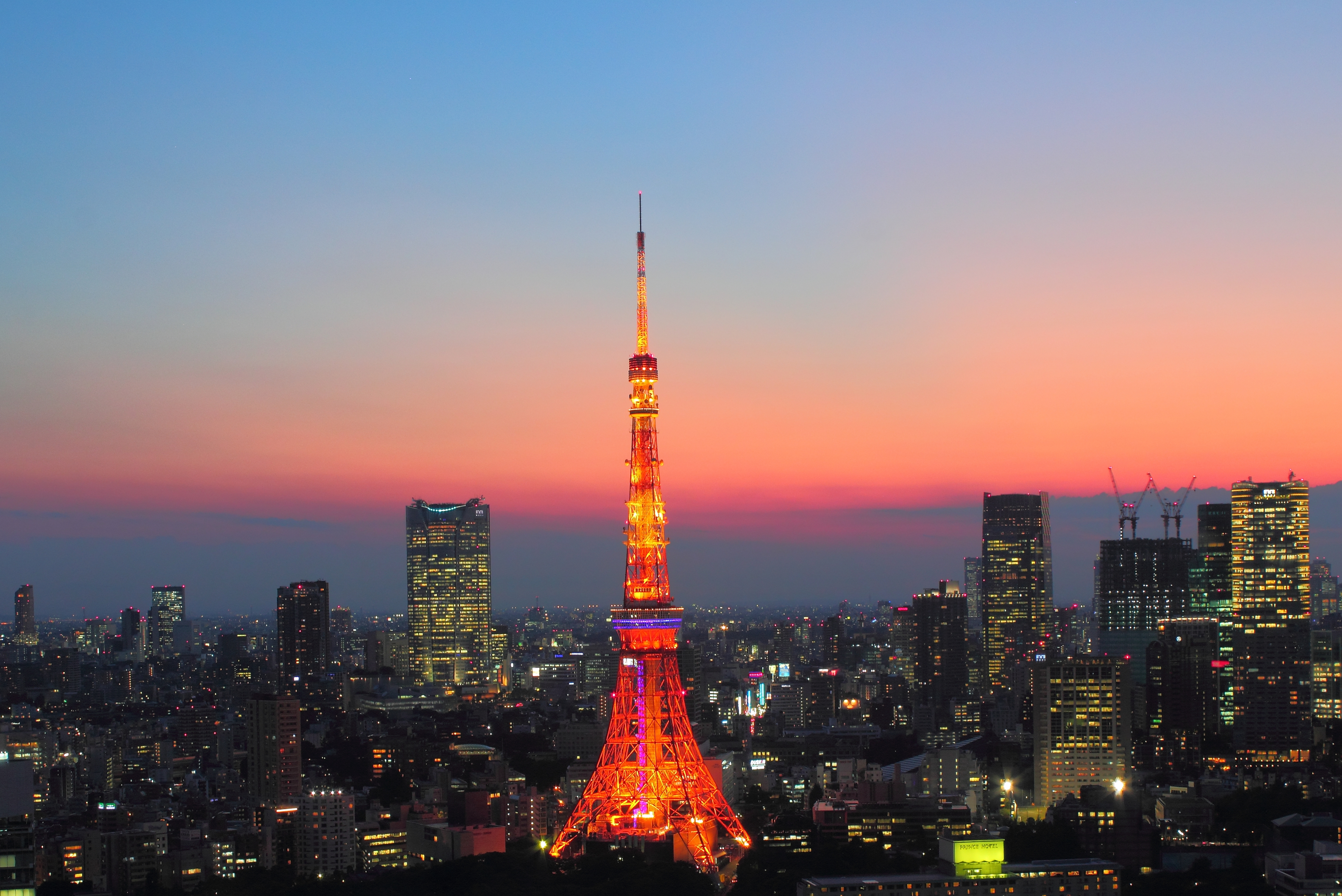
最上階40階の展望台からの夕景（2015年7月10日）

### 旧本館周辺

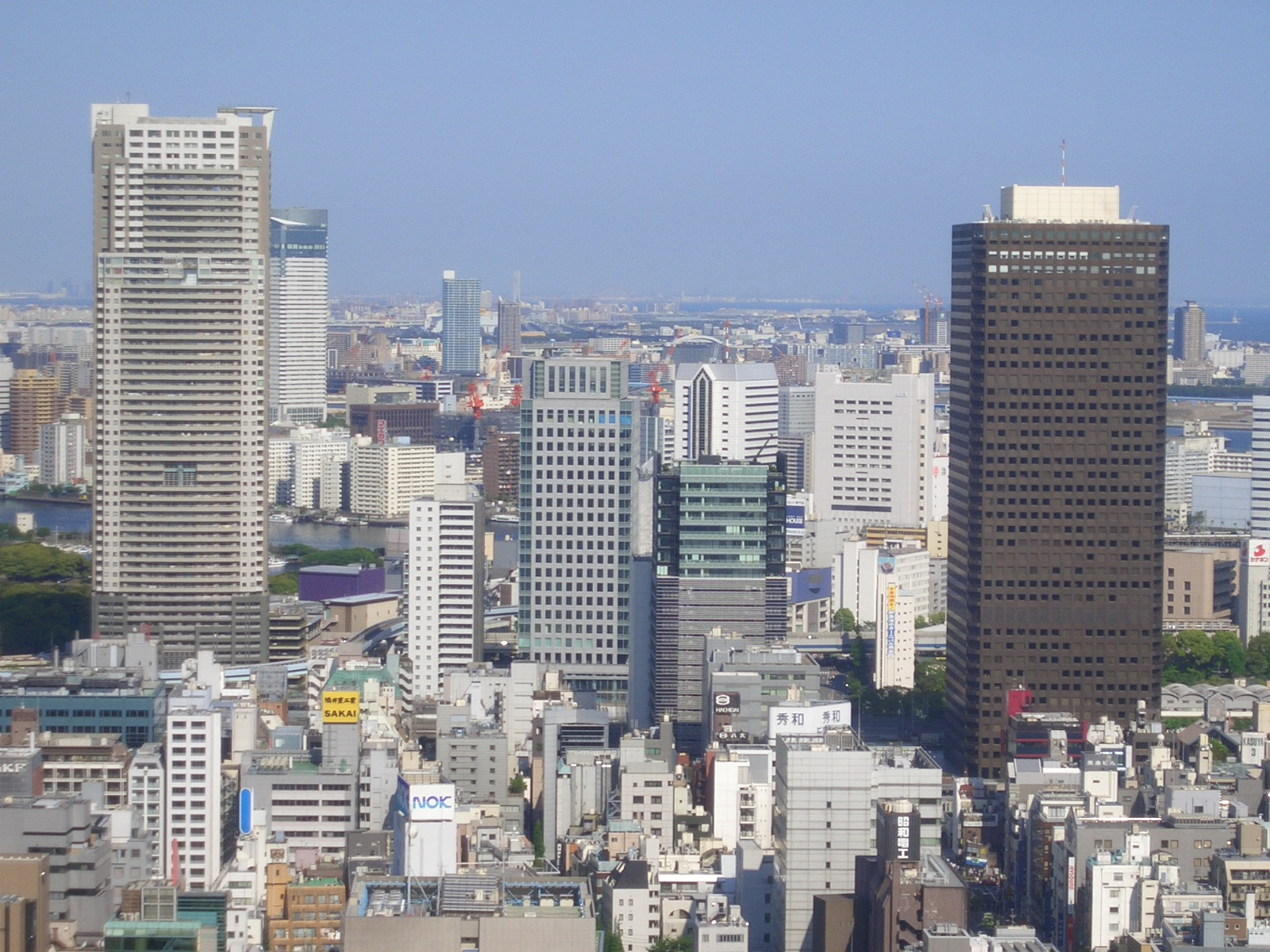
旧本館と周辺地域（2006年5月25日）
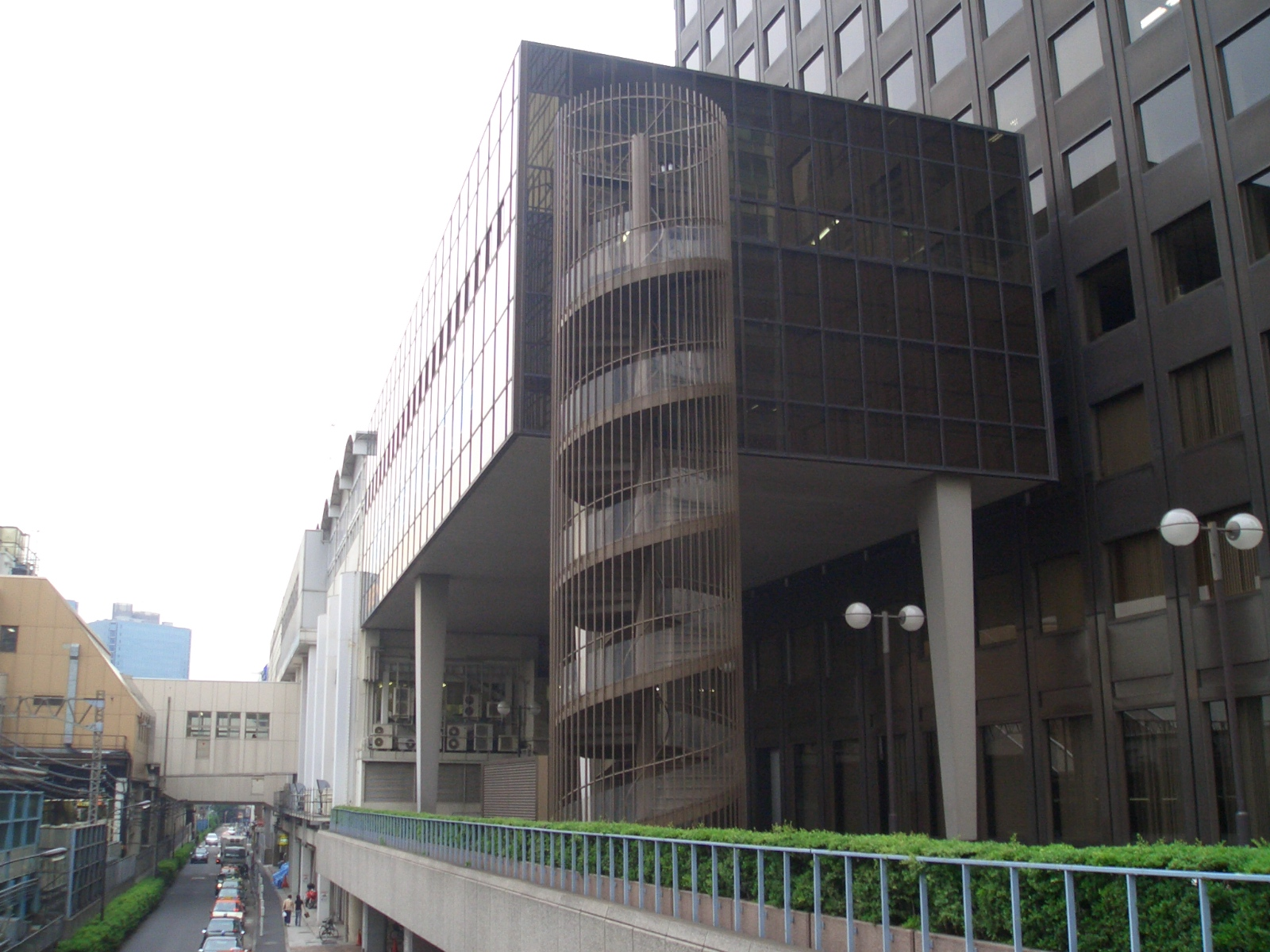
旧本館に隣接したモノレール浜松町駅ビル（2006年6月10日）
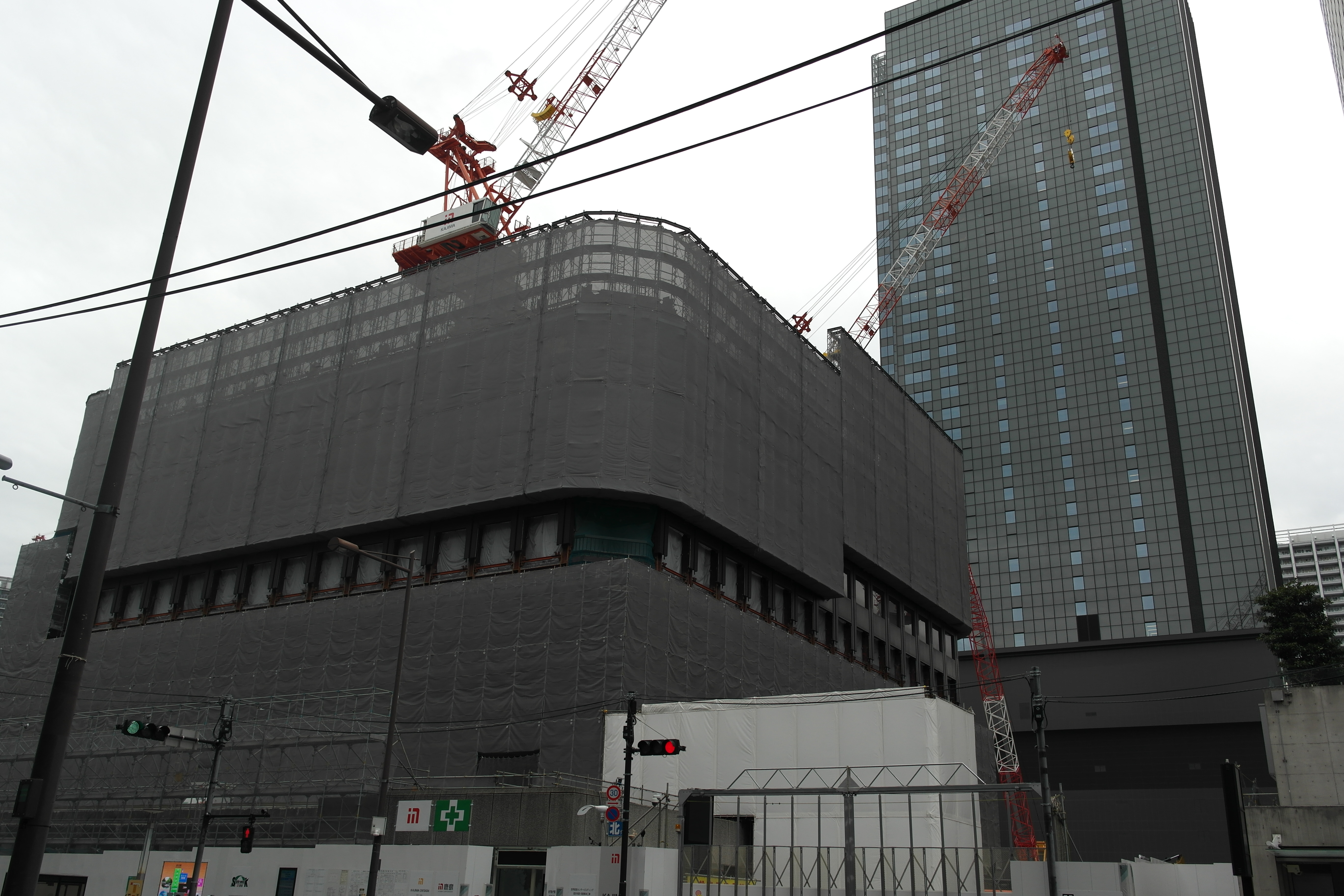
残すところ10階に迫る旧本館の解体状況、背後の南館（2023年1月15日）